# Acrocephalus rodericanus
felosa-de-rodrigues ou felosa-da-rodrigues (Acrocephalus rodericanus) é uma espécie de ave da família Acrocephalidae.
Apenas pode ser encontrada na Maurícia.
Os seus habitats naturais são: matagal árido tropical ou subtropical, matagal húmido tropical ou subtropical e plantações.
Está ameaçada por perda de habitat.